# منقول استعاري
النقل الاستعاري هو نقل معنى جديد إلى اللفظ عن طريق الاستعارة المتكررة.